# Lissodema myrmido
Lissodema myrmido is een keversoort uit de familie platsnuitkevers (Salpingidae). De wetenschappelijke naam van de soort werd in 1876 gepubliceerd door Sylvain Auguste de Marseul.